# Heidemarie Sequenz
Heidemarie „Heidi“ Sequenz (* 2. Februar 1958 in Krems an der Donau) ist eine österreichische Politikerin der Grünen. Seit dem 24. November 2020 ist sie Abgeordnete zum Wiener Landtag und Mitglied des Wiener Gemeinderates, seit dem 10. Juni 2025 ist sie Mitglied des Bundesrates.

## Leben

### Ausbildung und Beruf
Heidemarie Sequenz studierte an der Universität Wien von 1977 bis 1985 Lehramt für Sport und Geschichte und von 1987 bis 1993 Anglistik und Amerikanistik. 1993/94 erfolgte ein Auslandsaufenthalt an der Georgetown University in Washington, D.C. Ihr Studium schloss sie als Magistra ab.
Von 1985 bis 2020 unterrichtete sie als AHS-Lehrerin für Sport und Geschichte und ab 1994 auch für Englisch. Von 1998 bis 2007 war sie außerdem Trainerin am Wirtschaftsförderungsinstitut (WIFI) für die Berufsreifeprüfung Englisch und von 2009 bis 2013 auch am Berufsförderungsinstitut (BFI).

### Politik
Von 2010 bis 2020 war sie als Bezirksrätin Mitglied der Bezirksvertretung in Wien-Donaustadt, wo sie ab 2013 auch als Klubobfrau der Grünen fungierte. Von 2017 bis 2019 gehörte sie der Landesleitung der Grünen Wien an, von 2017 bis 2020 war sie Delegierte zum Bundeskongress der Grünen.
Auf der Landesversammlung der Wiener Grünen wurde sie im Februar 2020 auf den 10. Listenplatz der Landesliste für die Landtags- und Gemeinderatswahl in Wien 2020 gewählt. Am 24. November 2020 wurde sie in der konstituierenden Sitzung der 21. Wahlperiode als Abgeordnete zum Wiener Landtag und Mitglied des Wiener Gemeinderates angelobt, wo sie Mitglied im Gemeinderatsausschuss für Innovation, Stadtplanung und Mobilität wurde. Für die Landtags- und Gemeinderatswahl 2025 gelangte sie auf Platz drei.